# Бакарски залив
Бакарски залив је залив у северном Хрватском приморју, дуг 4,6 km, просечна ширина 600-700 m, а највећа 1,1 km. Највећа дубина је у Бакарским вратима 46—48 m, по средини залива 34—38 m, а најмања у југоисточном делу 3—14 m, тако да му је просечна дубина 15,8 m.
Бакарски залив је део Рјечинско-винодолске флишне удолине, која је била потопљена у постплеистоцену позитивним померањем морског нивоа. Уз североисточне обале избија мнођтво извора слатке воде, тзв вруље (највећа Јаз у бакарској луци). 
На обали залива налазе се насеља Бакар и Бакарац, а на заравни изнад залива Шкеиљево, Красница, Прапутњак, Меја-Гај и Хрељин. Године 1900. била су пописана 9.594 становника. Индустријализацијом су настале промене у структури становништва, смањио се удео активног становништва у пољопривреди и рибрству, а повећао у индуструји и туризму. Привредна трансформација започела је 1950. изградњом луке за текући терет, а 1964. за расути терет у оквиру ријечког лучког комплекса. Нова лука за расути терет имала је 1978. промет ос 8.705.794 t нафте, нафтних деривата и плина. Нова лука за расури терет била је једна од најмодернијих у Европи, капацитета 3 милиона тона годишње. 
Године 1978 изграђена је у коксара у којој се може произвести годишње 850.000 t кокса.
Екосистем залива знатно је поремећен. На дубинама од 8 метара море је биолошки мртво. Залив је изложен интензивној полуцији обалне рафинерије, урбаних и индустријских вода.